# Klaus Sobolewski
Klaus Sobolewski (* 4. August 1962 in Annaberg-Buchholz; † 3. Juli 2006 in Chemnitz) war ein deutscher Maler, Grafiker und Lyriker.

## Leben
Klaus Sobolewski war seit früher Kindheit mit dem Künstler und Philosophen Carlfriedrich Claus befreundet. Einflüsse auf seine Arbeit verdankte er neben dem Dialog mit Carlfriedrich Claus der Beschäftigung mit Magie. Sobolewski absolvierte eine Lehre als Baufacharbeiter und war nach verschiedenen Tätigkeiten ab 1984 freischaffend tätig, seit 1988 in Chemnitz. Er war bis 1990 Mitglied des Verbands Bildender Künstler der DDR.
Sobolewski schuf vor allem Druckgrafiken. Seit 2001 wendete er sich der Ölmalerei zu. Bis zu seinem Freitod entstanden zahlreiche lyrische Texte.

## Öffentliche Sammlungen mit Werken Sobolewskis (unvollständig)
- Dresden, Kupferstichkabinett[1]
- Dresden, Sächsischer Kunstfonds[1]
- Oelsnitz, Sammlung Erzgebirgische Landschaftskunst[2]

## Ausstellungen
- 1979 Galerie Clara Mosch, Karl-Marx-Stadt (Chemnitz)
- 1987 Galerie am Markt, Annaberg-Buchholz
- 1988 Städtische Museen Karl-Marx-Stadt (Chemnitz)
- 1992 Städtische Galerie Peter Breuer, Zwickau
- 1994 Galerie Oben, Chemnitz
- 1995 Galerie Gunar Barthel, Berlin;
- Hotel Meerane: „14 schräge Bilder“
- 1996 Galerie Oben, Chemnitz (zusammen mit C. Claus);
- Galerie „ANNA“, Annaberg-Buchholz (zusammen mit C. Claus);
- Kulturhaus „Erzhammer“, Annaberg-Buchholz
- 1997 Galerie Gunar Barthel, Berlin, „Grenzgänge“
- 1999 Kunstkeller Annaberg (zusammen mit Arnaud Malan)
- 2005 Galerie Weise, Chemnitz (zusammen mit C. Claus)

## Klaus-Sobolewski-Archiv
Das Archiv wurde nach dem Tod von Klaus Sobolewski auf Grund des umfangreichen Materials in der Sammlung des Kunstkellers in Annaberg gegründet. Es soll das bildnerische und poetische Werk von Klaus Sobolewski zusammentragen und bewahren sowie die wichtigsten Lebensstationen dokumentieren. 
Anlässlich der Gründung des Archivs im Mai 2007 konnten 80 Grafiken, 35 Mischtechniken, Ölbilder, Aquarelle und Übermalungen, rund ein Dutzend Fotografien und Fotogramme (Aufnahmen von K.S.), 2 Kleinplastiken, und 200 Briefe, Faxe, Postkarten von Klaus Sobolewski, rund 60 Briefe und Karten von Carlfriedrich Claus an Klaus Sobolewski, Texte von Klaus Sobolewski, sowie ein Tonband mit von ihm selbst gesprochenen Texten übernommen werden.
Das Archiv bemüht sich um eine Erweiterung der Sammlung.
Sinn und Ziel des Archivs ist es, das Werk von Klaus Sobolewski lebendig zu halten und als Leihgeber zu wirken.